# Tolteca jalisco
Tolteca jalisco är en spindelart som först beskrevs av Willis J. Gertsch 1982.  Tolteca jalisco ingår i släktet Tolteca och familjen dallerspindlar. Inga underarter finns listade i Catalogue of Life.